# Kamonwan Yodpetch
Kamonwan Yodpetch (thailändisch กมลวรรณ ยอดเพ็ชร; * 10. September 2007) ist eine thailändische Tennisspielerin.

## Karriere
Kamonwan Yodpetch spielt bislang vorrangig auf der ITF Women’s World Tennis Tour, wo sie bislang aber noch keinen Titel erringen konnte.
Im September 2024 erhielt sie eine Wildcard für die Qualifikation für das Hauptfeld im Dameneinzel der Thailand Open, wo sie in der ersten Runde gegen Liang En-shuo mit 1:6 und 2:6 verloren hat.